# 彭麗媛
彭 麗媛（ほう れいえん、ポン・リーユアン、Peng Liyuan、1962年11月20日 - ）は、中国の軍隊歌手。中国国家一級演員。
人民解放軍での階級は少将。人民解放軍総政治部歌舞団団長。現在の中国の第一夫人（ファーストレディ）であり、夫は現中国の最高指導者、党中央委員会総書記、党中央軍事委員会主席の習近平。
80年代初頭に「在希望的田野上」という曲で一世を風靡し、スター歌手となる。
中国では宋祖英・董文華・張也・李谷一・殷秀梅らとともに民族歌謡・愛国歌謡の大御所として知られる。

## 人物
山東省生まれ。父親は町の文化会館の館長、母親は劇団員という芸術一家にて育つ。親族に中国国民党関係者がいたことから（母方の叔父と、黄埔軍官学校出身の叔母の夫が台湾にいた）、父親は文化大革命時に「右派の反革命」と批判された中で育つ
。14歳のときに山東芸術学校に入学し、18歳で人民解放軍の文芸兵となった後、20歳で中国中央電視台春節聯歓晩会に出演し、22歳で人民解放軍総政治部歌舞団に入団、同時に中国共産党党員となる。1987年に、知人の紹介で、当時廈門市副市長であった習近平と結婚した。一人娘の習明沢（1992年生、ハーバード大学卒業）がいる。妹の彭麗娟は浙江吉利控股集団董事長（取締役会長）の李書福の妻とされる。

## 代表曲
- 在希望的田野上（希望の野原に立って（中国語版））
- 我愛塞北的雪
- 我們是黄河泰山
- 父老郷親
- 在中国大地上
- 我属於中国
- 白髪親娘
- 中国的月亮
- 遥遠的朋友
- 掌声与喝采
- 国色天下
- 珠穆朗瑪
- 世紀春雨
- 中国新世紀
- 天地喜洋洋
- 九九帰一
- 香江明月夜
- 江山
- 飛雪迎春
- 報答
- 我的士兵兄弟
- 陽光路上
- 旗幟頌

このうち「在希望的田野上」は、文化大革命でイデオロギー一色となっていた歌が、改革開放政策の導入で庶民の楽しみに戻りつつあった時代に、大ヒットになった曲である。文革による荒廃から繁栄に向かうことへの人々の強い期待が、歌詞と重なり合った。彭麗媛も1982年、日本の紅白歌合戦にあたる国営中央テレビの番組で歌っている。2014年の中国の月探査プロジェクトの一環では、月の軌道から流された曲でもある。

## 「第一夫人（ファーストレディ）」として
2013年以降は彭麗媛夫人が公の場で歌うことはなくなったとされる。中国共産党のある幹部は「第一夫人が舞台に立つのはふさわしくない」と朝日新聞の取材に対して言い切った。中国共産党の歴史上、派手に振舞った第一夫人として有名なのは、劉少奇元国家主席の妻であった王光美夫人である。王光美夫人は劉少奇の失脚で批判され、過去のインドネシア訪問の際にルビーの首飾りを贈られたことなどが罪状に挙げられ、投獄された。1949年の中華人民共和国建国式典の際も、王光美夫人は毛沢東共産党主席らとともに天安門の壇上にたち、反感を持たれたという。そのため彭麗媛夫人は、2015年9月の「抗日戦争勝利70周年」式典では、習総書記とともに天安門の下で各国首脳を出迎えたが、壇上には立たなかった。
2014年11月10日、アジア太平洋経済協力会議の関連行事として開かれた夜の花火鑑賞でウラジーミル・プーチンが肩にショールをかけ、彭麗媛は好意に笑顔で応えたが、すぐにショールを取って側近に渡している、この映像とキャスターのコメントは「新浪微博」などを通じて瞬く間に広まった、ところが翌朝までには、検索してもコメントはほとんど表示されなくなり、リンクもつながらなくなった。
2011年6月3日、世界保健機構の結核とHIV・エイズ対策の親善大使に任命された。

## 皇室の政治利用
2009年11月8日から11月20日まで来日。自身が団長を務める人民解放軍総政治部の歌舞団は東京と札幌で中国歌劇『木蘭詩編』を公演し、彭麗媛本人は総芸術監督を務めた。学習院大学で公演した際に、皇太子徳仁親王が私的に会場を訪れて2階VIP席で皇太子と隣り合わせの席で観劇し、言葉を交わしたという。中国にとって、天皇との外交は「政治」そのものであり、近平と同様に、「皇室の政治利用」にて内政上の宣伝意図があったものとみられている。皇太子を呼んだ指揮者の堤俊作と宮内庁側から報道自粛の要請があったという（宮内庁側は否定）。

## 第一夫人と「爆買い」
中国の第一夫人の好みは、中国人による「爆買い」にも影響を与える。大手百貨店の髙島屋では、2016年2月期は外国人向けの免税対象として売れた真珠製品が2015年度の2倍となった。宝飾大手のミキモト銀座店では真珠ネックレスなどを中心に外国人向けの売り上げが2015年の1.5倍に増えた。中国景気の減速と習近平政権下での倹約令は、宝石業界には逆風となっていたが、2014年ごろから彭麗媛夫人が真珠を好んでいることが広く知られるところとなり、中国での真珠人気がそれまで以上に高まった。宝石関連企業が集まる東京・御徒町では、中国人客が高品質の値段の高い真珠から順番に買っていくといわれる。